# 莲瓢蜡蝉属
莲瓢蜡蝉属（学名：Duriopsilla）是瓢蜡蝉科下的一个属。

## 下属物种
本属包括以下物种：
- 莲瓢蜡蝉 Duriopsilla retarius Fennah, 1956